# Kuszlany I
Kuszlany I − dawniej wieś i folwark. Obecnie część agromiasteczka Kuszlany na Białorusi, w obwodzie grodzieńskim, w rejonie smorgońskim, w sielsowiecie Soły.

## Historia
W czasach zaborów wieś i folwark Kuszlany I w gminie Soły, w powiecie oszmiańskim, w guberni wileńskiej Imperium Rosyjskiego. W 1905 wieś liczyła 44 mieszkańców, 47 dziesięcin; folwark liczył 19 mieszkańców, 25 dziesięcin, własność Jasiewicza.
Po I wojnie światowej pod administracją polską, w Zarządzie Cywilnym Ziem Wschodnich. W latach 1920–1922 w składzie Litwy Środkowej.
Od 11 kwietnia 1922 wieś i folwark leżały w Polsce, w województwie wileńskim, w powiecie oszmiańskim, w gminie Soły.
W 1931:
- folwark w 2 domach zamieszkiwało 15 osób[3]. Znajdują się tu ruiny dworu Jasiewicza[4]
- wieś w 8 domach zamieszkiwało 39 osób[3].

Wierni należeli do parafii rzymskokatolickiej w Sołach. Miejscowość podlegała pod Sąd Grodzki w Oszmianie i Okręgowy w Wilnie; właściwy urząd pocztowy mieścił się w Sołach.
Po II wojnie światowej w granicach Związku Sowieckiego. Od 1991 w niepodległej Białorusi.